# Paimio
Paimio (szw. Pemar) – gmina w Finlandii, położona w południowo-zachodniej części kraju, należąca do regionu Varsinais-Suomi.